# Atlantis, the Lost Continent (película)
Atlantis, the Lost Continent (El continente perdido, en España; Atlántida, el continente perdido, en Hispanoamérica), es una película de ciencia ficción estadounidense de 1961 en Metrocolor, producida y dirigida por George Pal y protagonizada por Sal Ponti (bajo el nombre de pantalla de Anthony Hall), Joyce Taylor y John Dall. La película fue distribuida por Metro-Goldwyn-Mayer.
La historia de la película se refiere a los eventos que llevaron a la destrucción total del continente mítico de la Atlántida durante la época de la Antigua Grecia.

## Trama
Un pescador griego llamado Demetrios y su padre rescatan a la princesa Antillia de un naufragio sin saber que ella es de la civilización tecnológicamente avanzada de la Atlántida. Después de rescatar a la princesa, Demetrios debe viajar más allá de los Columnas de Hércules para llevarla a casa. Después de ser recogidos en el mar cerca de Atlantis por un bote submarino gigante con forma de pez, Demetrios, que espera recibir una recompensa por regresar a Antillia, es esclavizado y obligado a trabajar en el cráter del volcán que domina el centro del continente.
El rey Cronus está siendo manipulado por un ambicioso usurpador, Zaren, que colabora con el hechicero de la corte, Sonoy el Astrólogo, que desea utilizar los recursos de la Atlántida para conquistar el mundo conocido. Desde el volcán del continente, los esclavos de Atlantis han estado extrayendo cristales de energía únicos que absorben los rayos del sol y luego pueden usarse para disparar rayos de rayos de calor. Los cristales se usaron originalmente para producir luz y calor, pero debido a su arrogancia, corrupción y laxitud moral, Atlantis ha convertido los cristales en un arma mortal de rayos de calor, y ahora se ha convertido en "una abominación ante el Cielo".
Llevado a la Casa del Miedo, donde un científico loco convierte a los esclavos en bestias, Demetrios se salva al tener la oportunidad de sufrir la 'prueba del fuego y el agua'. Él lucha con un ogro gigante en un pozo de brasas. Demetrios supera a su torpe oponente, prendiendo fuego al cabello del ogro, la pelea contrasta con la estruendosa risa proveniente de la multitud en el coliseo, animando el espectáculo. Más tarde, después de matar al ogro en una piscina de agua, Demetrios es declarado ciudadano libre de la Atlántida.
La fatalidad inminente cuelga pesadamente en el aire de Atlantis. Las aves, los animales e incluso los insectos están huyendo de lo que parece ser la próxima destrucción del continente. Con la ayuda de un amable sumo sacerdote llamado Azar, que le explica estos signos del apocalipsis, Demetrios luego puede rescatar a la princesa Antillia después de haber ayudado a los esclavos de Atlantis a escapar de la destrucción que se avecina. Azar explica y demuestra las dos versiones del dispositivo power crystal. También informa a Demetrios que un enorme proyector de rayos de cristal, mil veces más potente que los modelos con los que Azar demostró las dos versiones del dispositivo de cristal, está a punto de completarse. En la próxima luna llena, Zaren planea comenzar su campaña de conquista.
Entonces Demetrios pretende aliarse con Zaren, supuestamente trabajando con los esclavos para asegurarse de que el cristal se complete a tiempo. De hecho, sin embargo, trabaja con los esclavos para sabotear el proceso por el cual se forma el cristal dentro del volcán, acelerando la inminente destrucción de la Atlántida al hacerlo.
En la luna llena, el dispositivo de rayos de cristal gigante ahora completado se muestra a la gente de Atlantis. Justo en ese momento, sin embargo, el cielo se oscurece, el suelo comienza a temblar y comienza la destrucción de Atlantis. El volcán sufre una erupción cataclísmica. A medida que el continente se desgarra, la gente de Atlantis entra en pánico y se esfuerza por escapar de su destino. Demetrios y la princesa Antillia intentan escapar a través de la multitud que huye. Zaren intenta matarlos usando el arma de rayos de cristal, pero en cambio mata a muchos ciudadanos.
Azar ataca a Zaren, usando el propio cuchillo de Zaren, dejando que el gran cristal se balancee hacia adelante y hacia atrás, fuera de control, disparando ráfagas de energía al azar. Cuando Zaren finalmente vence a Azar, él mismo es destruido por el rayo de energía del arma. A medida que los relámpagos destellan y los truenos rugen, todo el continente se hunde, justo antes de que repentina y rápidamente comience a elevarse. Luego, con la misma rapidez, el fondo del mar se derrumba y Atlantis se sumerge bajo las olas de una vez por todas. El gran dispositivo de cristal en la cima de la gran pirámide de la capital, la principal fuente de energía para todo el continente, está inundado de agua de mar, cortocircuitos y se produce una explosión masiva.
Los cielos de repente se despejan. Varios grupos de sobrevivientes, incluidos Demetrios y Antillia, huyen a Grecia y otras partes del mundo, donde son absorbidos por otras culturas, y la Leyenda de la Atlántida se propaga a través de los muchos pueblos y naciones que siguen a lo largo de los siglos.

## Elenco
- Sal Ponti (como Anthony Hall) como Demetrios.
- Joyce Taylor como la rincesa Antillia.
- John Dall como Zaren.
- William Smith como el capitán de la guardia.
- Edward Platt como Azar, el Sumo Sacerdote.
- Frank DeKova como Sonoy, el astrólogo.
- Berry Kroeger como el cirujano.
- Edgar Stehli como Rey Cronus [Kronos].
- Wolfe Barzell como Petros, el padre de Demetrios.
- Jay Novello como Xandros, el esclavo griego.
- Paul Frees como el narrador / voces múltiples.

## Producción
George Pal originalmente quería al actor italiano de péplum Fabrizio Mioni, conocido por su interpretación de Jasón en Hércules como protagonista, pero su visa de trabajo expiró y tuvo que abandonar los Estados Unidos. Otros actores considerados fueron Richard Chamberlain y William Shatner. La película tuvo varias secuencias filmadas en la isla de Santa Catalina, California.[cita requerida]
La película es conocida por su inclusión de material de archivo de otras películas, incluyendo Quo Vadis, ganadora de un Oscar, y The Naked Jungle. También se reutilizaron accesorios de otras producciones cinematográficas, incluidos el gran ídolo del templo de The Prodigal, los medidores de instrumentos Krell de Forbidden Planet y los armarios de Diane y de Ben-Hur. Cuando le señaló a George Pal que había miles de años de diferencia entre los diversos disfraces y accesorios, él respondió: "¿Quién sabe?".[cita requerida]
Los efectos especiales y el trabajo en miniatura para Atlantis, el continente perdido, que usa edificios antiguos de estilo griego y romano, templos, el arma gigante de rayos de cristal, el volcán y mostró la destrucción de Atlantis, fueron obra de la compañía de producción de efectos especiales Project Unlimited. Estos fueron supervisados por Gene Warren, Wah Chang y Jim Danforth, junto con el personal de producción de MGM supervisado por A. Arnold Gillespie. Coordinaron su trabajo con George Pal, quien trabajó en estrecha colaboración con el diseñador de producción y director de arte George W. Davis y William Ferrari.[cita requerida]
El prólogo de la película, que describe la leyenda de Atlantis, utiliza animación stop motion del productor George Pal que había desarrollado anteriormente en su carrera para su innovadora serie Puppetoons.
El actor de voz Paul Frees ofrece la narración de apertura y cierre, y también se escucha como la voz doblada del padre del héroe, así como el gobernante de Atlantis.[cita requerida]

## Recepción
La película en general recibió críticas negativas y fue descrita por el crítico de cine Leonard Maltin en su Guía de películas y videos de 2002 como "La peor película de Pal", y escribió que tenía "malos efectos" y que era: "Ocasionalmente divertido, pero no a propósito". El autor David Wingrove tuvo críticas similares en su Libro de Ciencia Ficción: "No se ahorró ningún gasto en comprar material de Quo Vadis para darle un verdadero sabor de época. Evítelo".[cita requerida]
En una proyección previa de la película, se entregaron cuestionarios a la audiencia preguntando qué escena era su favorita. Una persona, aparentemente reconociendo las imágenes tomadas de Quo Vadis, escribió: "La escena donde Robert Taylor salvó a Deborah Kerr del fuego".[cita requerida]